# Dave Morley
David Thomas Morley (né à St Helens le 25 septembre 1977) est un footballeur britannique évoluant au poste de défenseur dans le club de Bangor City.
Il est champion du pays de Galles 2010-2011.

## Carrière
Évoluant de façon régulière dans l'équipe réserve de Manchester City, Dave Morely parvient à faire quelques apparitions dans l'équipe première. Il rejoint ensuite plusieurs clubs anglais : Southend United, Carlisle United, Oxford United et Doncaster Rovers, avant de rejoindre Macclesfield Town où il joue plus de 100 matchs en deux saisons et demie seulement. Il signe à Bangor City en juin 2009. 
Il fait ses débuts en Ligue des champions le 16 juillet 2009 à l'occasion du match Honka-Bangor City (défaite 2-0).

## Palmarès
Bangor City
- Championnat
  - Vainqueur : 2011.
- Coupe du pays de Galles
  - Vainqueur : 2010.